# Seres-Sturm Magda
Seres-Sturm Magda (Brassó, 1938. július 10. –) erdélyi magyar orvosi szakíró, Seres-Sturm Lajos felesége.

## Életútja, munkássága
Iskolai tanulmányait Marosvásárhelyen végezte, ugyanott az marosvásárhelyi Marosvásárhelyi Orvosi és Gyógyszerészeti Egyetem Orvosi Karán szerzett oklevelet (1962); 1979-től az orvostudományok doktora.
1962–68 között körorvos, üzemorvos Idecspatakon, majd Szászrégenben. 1968-tól egyetemi kutató, tanársegéd, majd adjunktus a Marosvásárhelyi Orvosi és Gyógyszerészeti Egyetem anatómiai és fejlődéstani tanszékén; 1990 után egyetemi előadótanár, tanszékvezető (1992), 2001–2008 között a morfológiai tanszékcsoport vezetője. Közben 1977-től altatóorvos és intenzív terápia szakorvos, majd főorvos.
Kutatási területe a kísérletes máj- és epeutak morfológiája és patológiája, a máj- és epeutak fejlődése és kölcsönviszonya, a csontritkulás kórtana. Több mint 100 tudományos közleménye jelent meg hazai és külföldi szaklapokban.

## Kötetei
- Gyógyszerészeti anatómia és élettan (kőnyomatos egyetemi jegyzet, Marosvásárhely, 1990; ua. román nyelven is Marosvásárhely, 1990);
- Anatómia és élettan gyógyszerészhallgatók részére (Rácz Lajossal és Seres-Sturm Lajossal, kőnyomatos egyetemi jegyzet, Marosvásárhely, 1995);
- Anatomia şi fiziologia omului. I–II. (társszerzők Brânzaniuc Klára, Pávai Zoltán, Seres-Sturm Lajos, Marosvásárhely, 2000; ua. magyarul uo. 2002);
- A női medence klinikai anatómiája (társszerző Pap Zsuzsanna, Marosvásárhely, 2007).
- Társszerzője még a Végtagok anatómiája (uo. 2005–2007), A törzs anatómiája (Marosvásárhely,  1996–2007) és a Neuroanatómia (Marosvásárhely, 1997–2007) több kiadásban és román nyelven is megjelent köteteknek.